# معیذر
معیذر  یک بخش (تقسیم کشوری) در قطر است که در الریان (شهرداری) واقع شده‌است.
 معیذر ۱۴٫۴ کیلومتر مربع مساحت دارد  ۳۱ متر بالاتر از سطح دریا واقع شده‌است.